# Цинагола
Цинагола (груз. წინაგოლა) — село в Грузії.
За даними перепису населення 2014 року в селі проживає 648 особи.